# Park Zaarderheiken

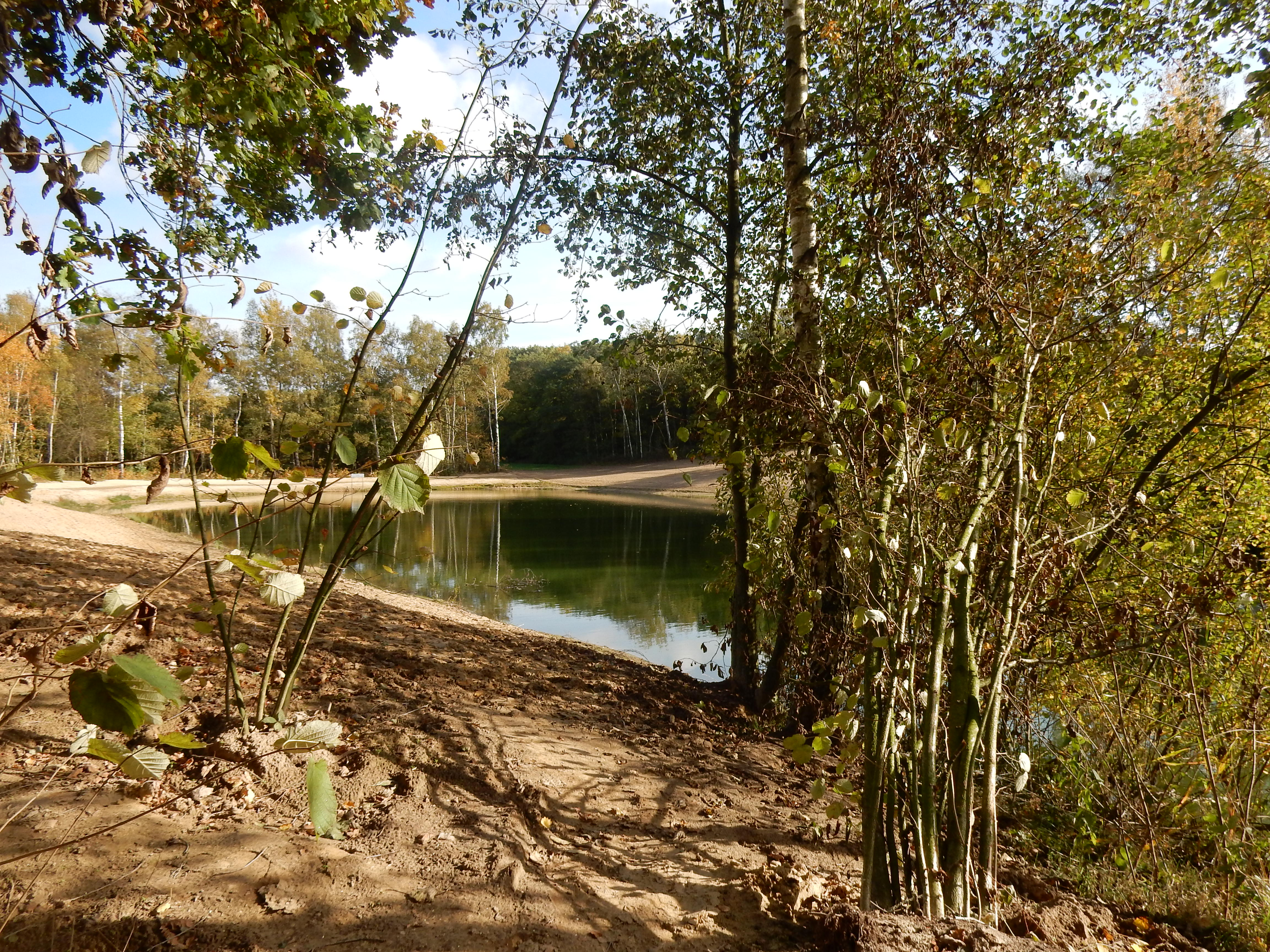
Park Zaarderheiken

Park Zaarderheiken is een park in het buitengebied van de Nederlandse gemeente Venlo en ligt deels op het terrein van de Floriade 2012. Het gebied is deels bebost
Het park ligt ingeklemd tussen verschillende verkeersaders en bedrijventerreinen. In het noorden wordt het gebied begrensd door Trade Port Noord, in het oosten door de A73 en Fresh Park Venlo, in het zuidoosten door Venlo Trade Port, in het zuiden door de A67 en in het westen door de spoorlijn Venlo - Eindhoven en Trade Port West.
Er zijn plannen om in het gebied een golfbaan te realiseren.